# Musée de l’air et de l’espace
Das Musée de l’air et de l’espace (deutsch „Luft- und Raumfahrtmuseum“) ist ein französisches Museum zur Luft- und Raumfahrttechnik, das sich am Flughafen Le Bourget bei Paris befindet.

## Geschichte
Es wurde 1919 auf Vorschlag von Albert Caquot gegründet und ist damit eines der ältesten Museen dieser Art weltweit. Der wichtigste Teil der Sammlung umfasst heute etwa 300 Flugzeuge, die zum großen Teil ausgestellt sind. Daneben existiert noch eine Sammlung von Raketen und Raumfahrzeugen sowie ein Planetarium. Eine umfangreiche Flugmotorensammlung ist der Öffentlichkeit nicht mehr zugänglich. Die umfangreiche Fachbibliothek kann nach einer Anmeldung besucht werden. Nach der Nutzungsänderung des Flughafens Le Bourget wurden die heutigen Räumlichkeiten 1975 bezogen.

## Exponate
Im Folgenden eine Auswahl der ausgestellten Flugzeuge.

### Flugzeuge bis 1918

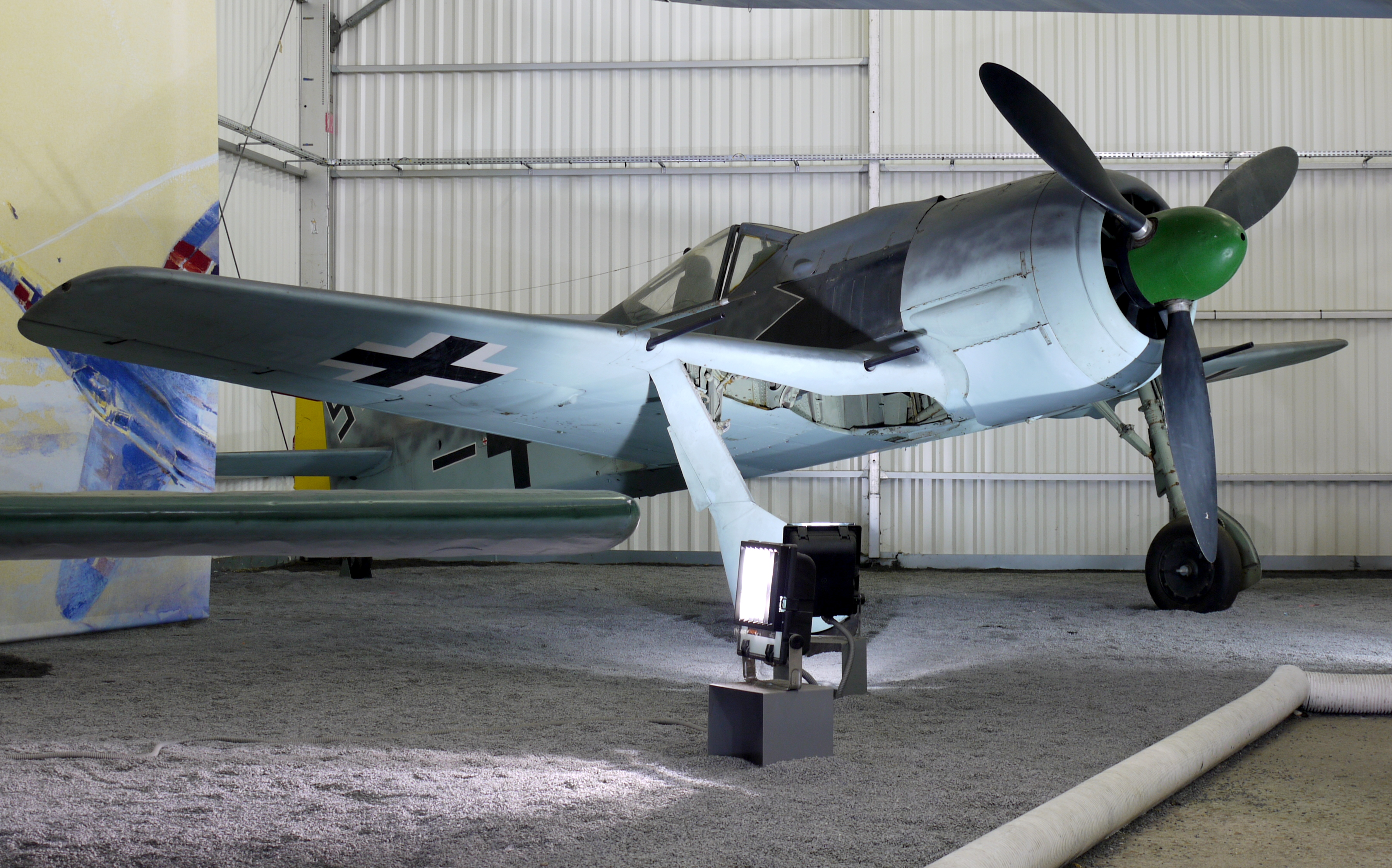
Fw 190 im Musée de l'Air et de l'Espace

- Deperdussin Monocoque, 1912
- Nieuport 11 Bébé, 1915
- Breguet 14, 1917
- Pfalz D.XII, 1918
- Junkers D.I (J 9), 1918

### Flugzeuge 1919 bis 1945
- Junkers F 13, 1919
- Breguet 19, 1926
- Potez 53, 1933
- Polikarpow I-153, 1934
- DFS Habicht, 1936
- Martin B-26, 1941
- Focke-Wulf Fw 190, 1941
- Supermarine Spitfire XVI, 1942
- Jakowlew Jak-3, 1944, ein Flugzeug des französischen Jagdfliegergeschwaders Normandie-Njemen an der Ostfront[2]
- Heinkel He 111 Bomber
- Heinkel He 162 A „Volksjäger“, 1944
- Fieseler Fi 103 „V1“, 1944
- Morane-Saulnier Vanneau, Schulflugzeug, 1944

### Flugzeuge ab 1945

#### Militärflugzeuge
- Leduc 0.10, Prototyp, 1947
- Nord 1500 Griffon, Prototyp, 1955
- Leduc 0.22, Prototyp, 1956
- Transall C-160, zwei Serienmaschinen[3][4]

#### Verkehrsflugzeuge
- Zwei Concorde, eine ist der Prototyp der Serie
- Boeing 727, 1966
- Boeing 747, vollständig begehbar
- Mercure 100, begehbar
- Airbus A380

### Flugzeugtriebwerke

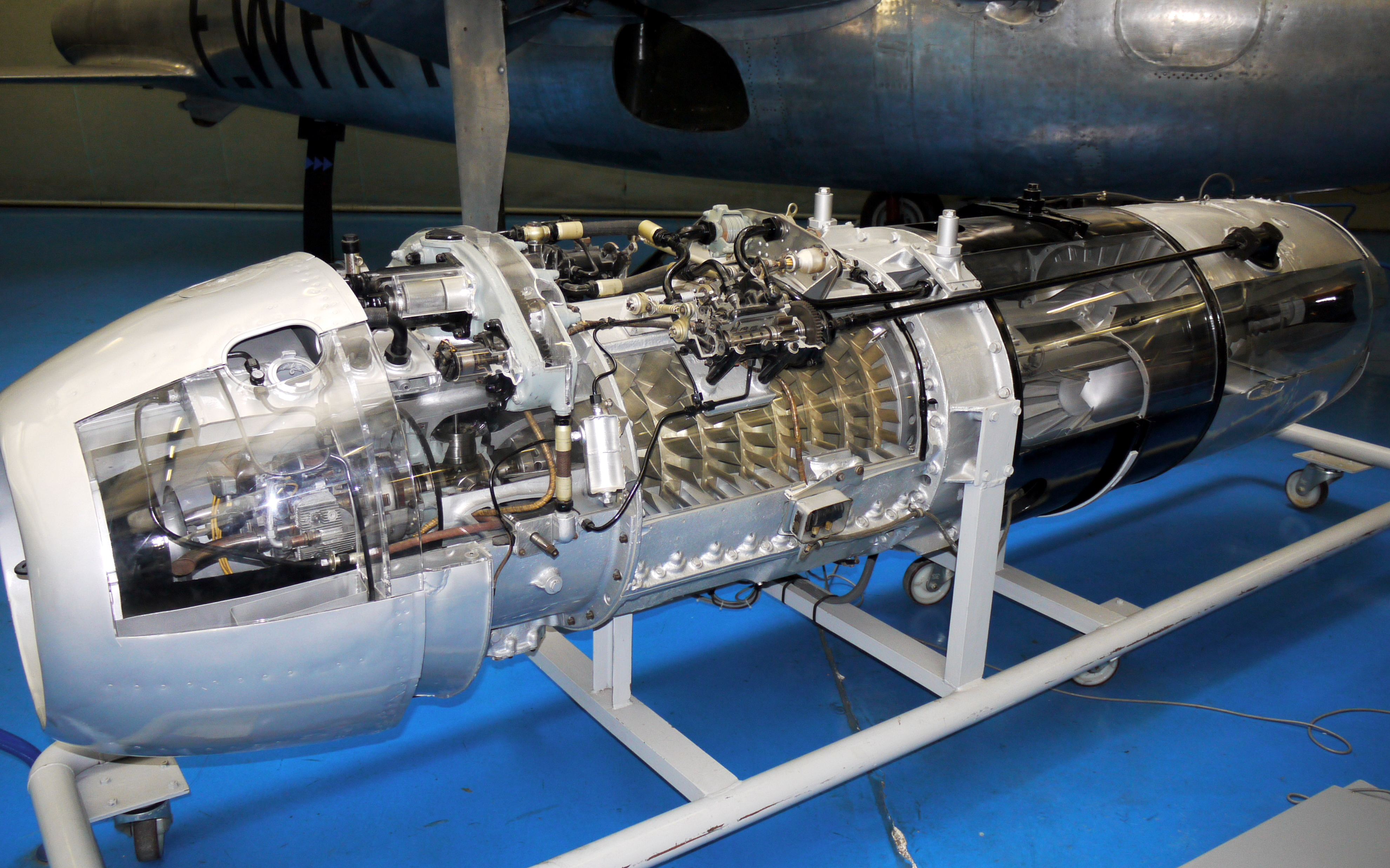
Jumo 004

- BMW 801, 1942
- Junkers Jumo 004, 1943

### Raumschiffe

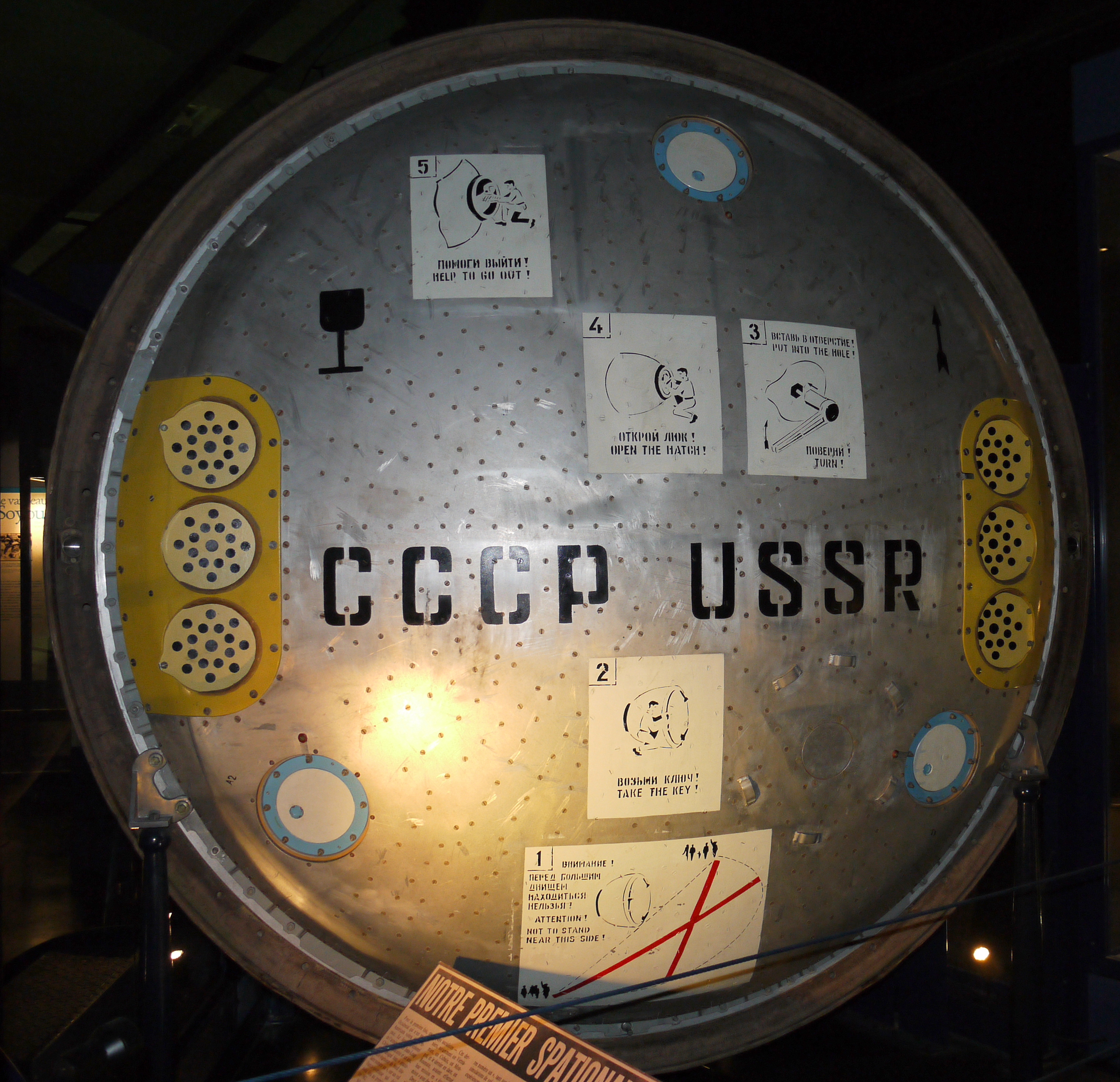
Sojus T-6

- Landekapsel von Sojus T-6, mit der der erste französische Astronaut Jean-Loup Chrétien flog